# Tokyo Ghoul
Tokyo Ghoul (東京喰種:トーキョーグール, Tōkyō Gūru) és una sèrie de manga japonesa escrita i il·lustrada per Sui Ishida, serialitzada a la revista seinen Young Jump, amb lliurament setmanal des del setembre del 2011. Compilat a 14 volums (tankōbon) a partir de juny del 2014. Una adaptació a l'anime del Studio Pierrot va començar a emetre's al canal Tòquio MX el 5 de juliol de 2014. Funimation ha llicenciat la sèrie d'anime per al streaming de vídeo i la llar amb distribució a Amèrica, mentre a Espanya és Selecta Visión l'encarregada d'aquesta tasca.
El 10 d'octubre de 2014, es va anunciar de manera oficial que Tokyo Ghoul tindria una segona temporada pel gener de 2015. Després que el lloc web oficial japonès ho anunciés i eliminés al cap de poques hores. El nom de la segona temporada és Tokyo Ghoul √A .En aquesta mateixa notícia es va anunciar, que aquesta segona temporada tindria una història alternativa al manga i no seria una adaptació del manga. Una tercera temporada es va estrenar a la primavera del 2018 cobrint així la història original del manga Tokyo Ghoul: re.
La quarta temporada està prevista per estrenar-se a la tardor del 2018, sent així la continuació de Tokyo Ghoul: re.

## Argument

### Rerefons
Tokyo Ghoul està ambientat en una realitat alternativa on els ghouls, "monstres" carnívors que aparentment semblen persones normals, només poden sobreviure menjant carn humana i vivint en secret entre la població humana, amagant la seva veritable naturalesa per evitar que les autoritats els atrapin. Aquests éssers compten amb una velocitat millorada, sentits i capacitat regenerativa, ja que un ghoul regular és diverses vegades més fort que un humà normal, tenint una pell resistent a les armes de perforació ordinària i amb almenys un òrgan predatori especial anomenat "kagune" (japonès: 赫子), que pot manifestar-se i utilitzar-se com a arma durant el combat. Un altre tret distintiu dels ghouls és que quan estan tensos o famolencs, la part blanca dels dos ulls es torna negre i els seus iris es tornen vermells. Aquesta mutació es coneix com a "kakugan" (赫眼, "ull vermell").
Un mig ghoul pot néixer naturalment com un ghoul i un descendent d'humà o artificialment creat transplantant alguns òrgans d'un ghoul cap a un humà. En ambdós casos, un mig ghoul sol ser molt més fort que un ghoul de sang pura. En el cas d'un mig ghoul, només un dels ulls experimenta la transformació de l'ull vermell.
També hi ha el cas de "mig humans", híbrids de ghouls i humans que poden alimentar-se com a éssers humans normals i manquen d'un kagune, mentre que posseeixen habilitats millorades, com l'augment de la velocitat i la velocitat de reacció, però l'esperança de vida és més curta.
Per caçar els ghouls, diverses organitzacions patrocinades pel govern com el "CCG" van ser creades a tot el món.

### Trama
El protagonista de la història és en Ken Kaneki, un estudiant universitari que amb prou feines sobreviu a una trobada mortal amb la Rize Kamishiro, la noia amb qui tenia una cita i que es va convertir en ghoul amb intencions de menjar-se'l. Després de l'atac, és transportat en estat crític a l'hospital. Un cop recuperat, descobreix que va patir una cirurgia que el va transformar en un "mig ghoul", ja que els òrgans de la Rize van ser transferits al seu cos, intercanviant-los pels seus. Per tant, per tal de sobreviure ha de consumir carn humana com els ghouls i ja no pot tornar a menjar aliments humans, ja que no els pot digerir. Troba ajuda gràcies als ghouls que gestionen la cafeteria "Anteiku" i aquests li ensenyen a fer front a la seva nova vida com a mig ghoul. Algunes de les seves lluites diàries inclouen adaptar-se a la societat dels ghoul, a més de mantenir la seva identitat amagada dels seus companys humans, especialment del seu millor amic, en Hideyoshi Nagachika.

## Personatges

### Ghouls
- Ken Kaneki
- Touka Kirishima
- Rize Kamishiro
- Nishiki Nishio
- Kuzen Yoshimura
- Shū Tsukiyama
- Yomo
- Ayato Kirishima
- Hinami Fueguchi
- Naki